# Резник, Вера Григорьевна
Вера Григорьевна Резник (род. 21 ноября 1944, Ленинград) — советская и российская писательница, переводчица, литературовед.

## Биография
Вера Резник родилась в Ленинграде в 1944 году. Окончила филологический факультет ЛГУ по специальности филолог-романист. С 1986 года занимается переводами с испанского языка. Переводила Ортегу-и-Гассета, Хорхе Луиса Борхеса, Мигеля де Унамуно, Эдуардо Мальеа, Хуана Карлоса Онетти, Октавио Паса, Умберто Эко (перевод с итальянского), Леопольдо Лугонеса, Хорхе Гильена, Сесара Вальехо и других.
Вера Резник выпустила четыре книги художественной прозы, является членом Союза писателей Санкт-Петербурга и гильдии «Мастера литературного перевода России».
Преподавала в Санкт-Петербургском государственном университете культуры и искусств. Выступает с лекциями в рамках проекта «Нефиктивное образование». Автор ряда статей по вопросам испанской, латиноамериканской и русской культуры.

## Признание
Книги Веры Резник «Малая проза» (2012) и «Персонажи альбома» (2017) были финалистами премии Андрея Белого. Книга «Петровская дюжина» стала номинантом премии «Ясная поляна» (2021). Проза автора является объектом внимания российской литературной критики.
В послесловии к книге «Персонажи альбома» филолог, переводчик и социолог Борис Дубин отмечает «ясность, ненатужность, больше того — изящество изложения, которое даётся, конечно, глубиной филологического, философского понимания, но ещё и явным писательским даром переводчика».
Курс лекций Веры Резник по зарубежной литературе XX века вышел в 2006 году отдельной книгой «Пояснения к тексту. Лекции по зарубежной литературе» и впоследствии выдержал три переиздания.

### Переводы
- Рамон дель Валье-Инклан: «Бумажная роза», «Мадридский пейзаж» // Рамон дель Валье-Инклан. Избранные произведения в двух томах — Л.: Худлит, 1986
- Эдуардо Мальеа. Обида (перевод романа, предисловие) — Л.: Худлит, 1988 — ISBN 5-280-00360-3
- Диего Агреда-и-Варгас. Неосмотрительный брат // Испанская новелла Золотого века — Л.: Худлит, 1989 — ISBN 5-280-00677-7
- Леопольдо Лугонес: «Необъяснимое явление», Viola acherontia // Книга песчинок. Фантастическая проза Латинской Америки — Л.: Худлит, 1990 — ISBN 5-280-00971-7
- Хорхе Луис Борхес: «История вечности» (в соавторстве с А.Г. Погоняйло), «От некто к никто», «Версии одной легенды», «Отголоски одного имени», «Смерть богослова» и др. // Хорхе Луис Борхес. Коллекция — Л.: Северо-Запад, 1990 — ISBN 5-8352-0020-X
- Хосе Ортега-и-Гассет: «Идеи и верования», «Время, расстояние и форма в искусстве Пруста» // Хосе Ортега-и-Гассет. Эстетика. Философия культуры. — М.: Искусство, 1991 —ISBN 5-210-02441-1
- Октавио Пас: «Поэзия и стихи», «Явленная тайна» // Октавио Пас. Поэзия. Критика. Эротика — М.: Русское феноменологическое общество. 1996 — ISBN 5-7333-0453-8
- Хорхе Луис Борхес: «Смерть богослова», «Палата с фигурами», «История о двух сновидцах», «Отсрочка», «Чернильное зеркало» // Хорхе Луис Борхес. Вавилонская библиотека и другие рассказы — СПб: Азбука, 1997 — ISBN 5-7684-0387-6
- Умберто Эко. Отсутствующая структура: Введение в семиологию (в соавторстве с А.Г. Погоняйло) — СПб: Петрополис, 1998 — ISBN 5-86708-114-1 — Переиздания 2004, 2006, 2019 гг.
- Октавио Пас. Освящение мига. Поэзия. Философская эссеистика (Составление, предисловие, переводы)  — М.: Симпозиум, 2000 — ISBN 5-89091-122-8
- Леопольдо Лугонес. Секрет Дон Хуана // Миф о Дон Жуане — СПб: Terra Fantastica, Corvus, 2000 — ISBN 5-7921-0325-9
- Октавио Пас. Избранное. (Переводы, вступительная статья). — М.: Терра—Книжный клуб, 2001 — ISBN 5-275-00290-4
- Мигель де Унамуно. Об эрудиции и критике // Мигель де Унамуно. Житие дон Кихота и Санчо… — СПб:, Наука, 2002 — ISBN 5-02-028458-0
- Рассказы магов (переводы из Х.Л. Борхеса, О. Паса, Э. Диего и др.) — СПб: Азбука-классика, 2002 — ISBN 5-352-00151-2
- Поэзия магов (переводы стихов Борхеса и Паса) — СПб: Азбука-классика, 2003. — ISBN 5-352-00423-6
- Хуан Карлос Онетти: «Ничейная земля», «Прощания» // Романы магов — СПб: Азбука-классика, 2004. — ISBN 5-352-00722-7
- Хайме Контрерас. Инквизиторы и тайные иудеи (в соавторстве с Г. Г. Орлом) — СПб: ИПК Вести, 2006 — ISBN 5-86153-149-8
- Леопольдо Лугонес. Огненный дождь (прозаические и стихотворные переводы) — Азбука, 2010 — ISBN 978-5-389-01089-5

### Художественная проза
- Ария из 114-й кантаты (рассказ) // Журнал «Крещатик» (Мюнхен), №30, 2005–2006.
- Люди, собаки и внешняя природа (рассказ) // Журнал «Крещатик» (Мюнхен), №33, 2006.
- Из жизни Петрова: «Pattern», «Озерко» (рассказы) // Журнал «Крещатик» (Мюнхен), №38, 2007
- Захватывающая радость (рассказ) // Журнал «Крещатик» (Мюнхен), №35, 2007
- Малая проза — СПб.: Геликон Плюс, 2012
- Дагерротипы и фотки — СПб.: Алетейя, 2014 — ISBN 978-5-91419-868-5
- Персонажи альбома — Киев: Лаурус, 2017 — ISBN 978-966-2449-97-6
- О Петрове (рассказы) // Журнал «Звезда» (СПб), 2020, №3, №12
- Баня (рассказ) // Журнал «Звезда» (СПб), 2021, №6
- Петровская дюжина — СПб.: Изд-во РХГА, 2021 — ISBN 978-5-907309-58-6

### Культурология, литературоведение
- Испанская эстетика XVII века. Испанская эстетика первой половины XVIII века // Лекции по истории эстетики. Под ред. М. С. Кагана. Т.1, Т.2 — Л.: Изд-во ЛГУ, 1973
- Культура Латинской Америки (глава в соавторстве с А.Г. Погоняйло)  // Художественная культура в капиталистическом обществе: структурно-типологическое исследование — Л.: Изд-во ЛГУ, 1986
- Картина Эль Греко «Апостолы Петр и Павел» в контексте испанской культуры XVI — начала XVII века (глава в соавторстве с А.Г. Погоняйло) // Сервантесовские чтения. — Л.: Наука, 1988. — ISBN 5-02-027943-9.
- Латиноамериканская эстетическая мысль // Эстетика. Словарь. — М.: Политиздат, 1989. — ISBN 5-250-00659-0
- История эстетической мысли в Латинской Америке //История эстетической мысли. В 6 томах. Т.5. — М.: Искусство, 1990. — ISBN 5-210-00162-8
- Октавио Пас, или Усилие быть (вступительная статья) // Октавио Пас. Избранное. — М.: Терра-Книжный клуб, 2001. — ISBN 5-275-00290-4
- Пояснения к тексту. Лекции по зарубежной литературе — СПб, Петрополис, 2006 — ISBN 5-9676-0021-0. (Переиздания: СПб, Геликон плюс, 2012; СПб, Алетейя, 2017; СПб, Издательство РХГА, 2021)